# Parque nacional de Namtok Khlong Kaeo
El Parque nacional Namtok Khlong Kaeo (en tailandés: อุทยานแห่งชาติน้ำตกคลองแก้ว) es el nombre que recibe un espacio natural protegido con el estatus de parque nacional en el este del país asiático de Tailandia, concretamente en la provincia de Trat. El parque fue establecido oficialmente por las autoridades locales el 30 de octubre de 2000.

## Geografía
El parque cubre un área de 198 kilómetros cuadrados, que abarca el área de Khao Saming, 50 km al norte del centro provincial de Trat, en la frontera con Camboya.

## Flora y fauna
El parque nacional Namtokhlongkeo está dominado por selvas húmedas. Entre las plantas raras que se encuentran en el parque se encuentran: Hopea ferrea, Dipterocarpus dyeri, Anisoptera costata entre otras.
El parque es el hogar de diversas especies de animales entre las que destacan: el tigre de Indochina, oso del Himalaya, zambara indio, muntjak indio, musanga de palma, algalia malaya, jabalí, ciervo cérvido, monos lepidópteros, gibón de manos blancas, entre otros.

## Lugares destacados
- Cascadas de Khlongkeo (Khlong Kaeo), Salat Dai (Salat Dai).

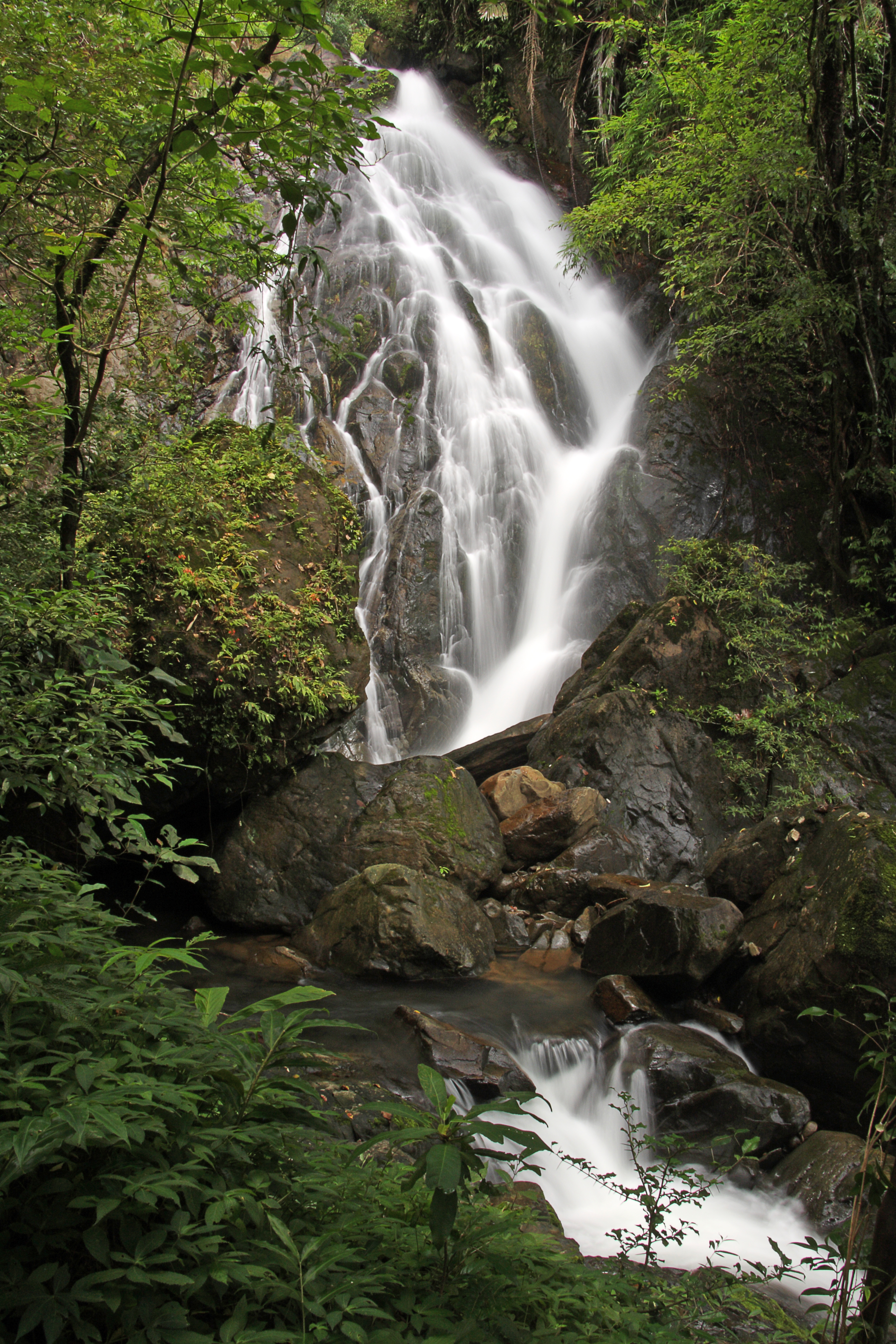
otra vista de las cascadas